# مقاطعة يونيون (ميسيسيبي)
مقاطعة يونيون هي مقاطعة في مسيسيبي، بلغ عدد سكانها 27٬134  نسمة، في 2010، عاصمتها نيو ألباني، تبلغ مساحتها 1٬080 كيلومتر مربع.

## الموقع
تشترك في الحدود مع:
- مقاطعة بينتون (ميسيسيبي)
- مقاطعة بونتوتوك (ميسيسيبي).

## التقسيمات الإدارية
- نيو ألباني.

## أعلام
- هوبير د. ستيفنز